# 中華民國國家公園
| \| 本條目屬於 臺灣系列 \| |
| 前往臺灣主題頁 |
| 臺灣概況 - 經濟 • 政治 • 法律 • 人權 • 能源 • 交通 行政區劃 • 城市 • 政府 • 政黨 • 選舉 • 總統 • 外交 軍事 • 族群 • 人口 • 公民 • 原住民族 • LGBT權益 臺海現狀 • 臺灣問題 |
| 臺灣文化 （總覽） - 文學 • 料理 • 茶藝 • 小吃 • 夜市 • 郵票 建築 • 語言 • 宗教 • 葬禮 • 古蹟 • 遺址 • 國寶 民俗文物 • 節日 • 教育 • 體育 • 媒體 • 眷村 文化活動 • 觀光 • 購物中心 • 百貨公司 世界遺產潛力點 • 歷史建築百景 • 流行文化                                                    |
| 臺灣藝術 （總覽） - 音樂 • 漫畫 • 動畫 • 電影 • 攝影 • 舞蹈 戲劇 • 臺劇 |
| 臺灣地理 （總覽） - 天文 • 氣候 • 地質 • 地震 • 斷層 • 火山 • 生態 濕地 • 山峰 • 山脈 • 湖泊 • 水庫 • 河流 • 溫泉 島嶼 • 海岸 • 特殊生物 • 保育生物 • 生態環境 自然保護區 • 國家公園 • 森林遊樂區 縣市級風景特定區 • 直轄市級風景特定區 國家級風景特定區                                 |
| 臺灣歷史 （詳細） - 史前時期(-1624)↓理蕃政策(1933) 原住民聯盟與政權↓奧蘭治城包圍戰(1662)↓澎湖海戰(1683)↓馬關條約(1895)↓日本投降(1945) 荷屬福爾摩沙/西屬艾爾摩莎 鄭氏政權清治時期 日治時期 戰後時期 │1624│1649│1674│1699│1724│1749│1774│1799│1824│1849│1874│1899│1924│1949│1974│1999│2024 |
| 閱 • 論 • 编 |
| 本條目屬於 臺灣系列 |

中華民國的國家公園，是中華民國政府為了保護國家特有的自然風景、野生物及史蹟，依《國家公園法》所公告劃定之區域；《國家公園法》另定合於上述條件但資源豐度或面積規模較小者，設置國家自然公園。從1984年成立墾丁國家公園以來，目前設有9座國家公園、1座國家自然公園。其主管機關均為內政部國家公園署。

## 歷史沿革
臺灣日治時期即有國家公園的規劃，1933年臺灣總督府成立了「臺灣國立公園調查會」，1935年9月制定「臺灣國立公園委員會官制」（敕令277號），將原調查會改為委員會，同年10月實施「國立公園法」（府令76號）。1936年2月3日舉辦第一回「國立公園委員會」，1937年12月27日指定（玉山—阿里山）、（雪山—太魯閣）、「大屯」（陽明山—觀音山）等三處為國立公園，由總督府內務局土木課主管國立公園業務。但隨1937年日中開戰以及戰爭的長期化，臺灣的國立公園計畫草草進行，在1941年3月就遭到擱置。
國立公園計畫雖遭擱置，但國立公園內的個別「景點」，在經濟利益下卻可能持續被開發。例如1941年1月太魯閣擴建天祥（タビト）的旅宿，5月太魯閣仙寰橋到山岳橋間的自動車，沿著產金道路開始運行，理由是便於乘載探訪名勝的遊客，隨之地方出現轉移巴達岡旅宿和建設纜車之議。同時花蓮市開始改善市內旅遊業，抑制住宿費和服務費。進入1942年上半，奧太魯閣的宿泊所竣工，1942年底立霧溪到天祥間的觀光道路再竣工。
1972年5月，中華民國政府通過了《國家公園法》，成為設置國家公園的法源依據。根據《國家公園法》第一條及第六條的規定，設立國家公園是為了保護國家特有的自然風景、野生物及史蹟，並供國民之育樂及研究。依《國家公園法》第六條其選定標準如下：
- 具有特殊景觀，或重要生態系統、生物多樣性棲地，足以代表國家自然遺產者。
- 具有重要之文化資產及史蹟，其自然及人文環境富有文化教育意義，足以培育國民情操，需由國家長期保存者。
- 具有天然育樂資源，風貌特異，足以陶冶國民情性，供遊憩觀賞者。

2011年11月，通過《國家公園法》修正部分條文，允許增設面積較小的「國家自然公園」，其選定標準同一般國家公園，其管理及違規行為處罰，適用國家公園之規定。
2019年11月，國家自然公園管理處成立，統籌管理國內所有國家自然公園，並兼管不屬於國家公園法實施範圍的臺中、高雄兩座都會公園。
2023年9月20日，內政部國家公園署成立，主管負責國家公園、國家自然公園、海岸與濕地等業務。

## 國家公園列表

中華民國國家公園分布圖

### 已成立（9座）
大部分的國家公園設有管理處以專責管理，惟東沙環礁國家公園與澎湖南方四島國家公園因同樣定位為海洋國家公園，而合設海洋國家公園管理處管轄。
| 名稱                 | 圖片 | 所在地                         | 公告建立時間   | 面積（公頃） | 年參觀人數(單位:千人次) (2020) |
| -------------------- | ---- | ------------------------------ | -------------- | ------------ | ------------------------------ |
| 墾丁國家公園         |      | 屏東縣                         | 1984年1月1日   | 33,289       | 2,609                          |
| 玉山國家公園         |      | 南投縣、嘉義縣、花蓮縣、高雄市 | 1985年4月10日  | 105,491      | 1,392                          |
| 陽明山國家公園       |      | 新北市、臺北市                 | 1985年9月16日  | 11,455       | 3,637                          |
| 太魯閣國家公園       |      | 花蓮縣、臺中市、南投縣         | 1986年11月28日 | 92,000       | 3,979                          |
| 雪霸國家公園         |      | 苗栗縣、新竹縣、臺中市         | 1992年7月1日   | 76,850       | 1,205                          |
| 金門國家公園         |      | 金門縣                         | 1995年10月18日 | 3,780        | 1,612                          |
| 東沙環礁國家公園     |      | 高雄市東沙群島                 | 2007年1月17日  | 353,668      | 4                              |
| 台江國家公園         |      | 臺南市、澎湖縣                 | 2009年10月15日 | 39,310       | 1,090                          |
| 澎湖南方四島國家公園 |      | 澎湖縣                         | 2014年6月8日   | 35,843       | 22                             |

### 規劃中／計畫暫緩（5座）
以下國家公園之成立計畫，因地方民眾反對而暫緩執行。
- 蘭嶼國家公園
- 能丹國家公園
- 馬告國家公園
- 綠島國家公園

另有以下規劃中之國家公園，由中央或地方單位提出計畫：
- 北方三島海洋國家公園（包含彭佳嶼、棉花嶼、花瓶嶼）[4]，考慮可能擴大涵蓋基隆嶼，由於位處東海和靠近於琉球海溝和先島群島，可能命名東海國家公園。

## 國家自然公園
目前臺灣尚有許多具備國家公園資源特色的地區，惟其資源豐度或規模較小，未能成立國家公園予以保護。在朝野各界的推動下，立法院在2011年11月12日三讀通過《國家公園法》部分條文修正案，允許增設面積較國家公園為小的「國家自然公園」。
根據《國家公園法》第六條的規定，設立國家自然公園是為了保護國家特有的自然風景、野生物及史蹟，並供國民之育樂及研究。其選定標準同一般國家公園，合於選定基準而其資源豐度或面積規模較小，得經主管機關選定為國家自然公園。國家自然公園之變更、管理及違規行為處罰，適用國家公園之規定。

### 已成立
目前中華民國政府僅設有一座國家自然公園，未來若有新成立之國家自然公園，將統一由內政部國家公園署合管。
| 名稱             | 管理處徽 | 圖片 | 所在地 | 計畫公告時間  | 管理處建立時間 | 面積（公頃） |
| ---------------- | -------- | ---- | ------ | ------------- | -------------- | ------------ |
| 壽山國家自然公園 |          |      | 高雄市 | 2011年11月1日 | 2019年11月28日 | 1,123        |

### 規劃中
- 美濃國家自然公園[6]

## 附註
1. ↑  謝偉松; 黃子娟; 鄭凱方. . 國家地理雜誌. No. 247 (大石國際文化): 12-13. ISSN 1608-2621.
2. ↑  蔡錦堂.  (博士论文). 國立臺灣師範大學. 2019.
3. ↑   (PDF). 臺灣國家公園.   [2023-01-16]. （原始内容存档于2019-07-05） （中文（臺灣））.
4. ↑  李明賢. . 中國時報. 2012-09-08  [2015-11-03]. （原始内容存档于2016-03-05）.
5. ↑  . 壽山國家自然公園.   [2013-01-01]. （原始内容存档于2013-02-25）.
6. ↑  . 高雄市政府. 2014-02  [2015-11-03]. （原始内容存档于2014-05-26）.

## 外部連結
- 臺灣國家公園網（页面存档备份，存于）（內政部營建署建置）
- 中華民國國家公園學會（页面存档备份，存于）